# Serie 040-2071 a 2090 de Renfe
La serie 040-2071 a 2090 de RENFE fue un conjunto de locomotoras de vapor procedentes de la antigua serie 2571 a 2590 de la Compañía de los Caminos de Hierro del Norte de España que llegó completa a Renfe.
En 1949, las 040-2071 a 2090 estaban concentradas en el depósito de Zaragoza-Arrabal. En 1954 solamente había once máquinas operativas en Zaragoza. Las otras se encontraban repartidas en los depósitos de Soria, Irún y Miranda de Ebro. La 040-2080 fue desguazada en 1958, la 040-2075 en 1963. Las últimas fueron las 040-2083, desguazada en 1967, y la 040-2081 en 1968.